# Flandina de Altavilla
Flandina de Altavilla (... - ...) fue condesa de Paternò. Segunda hija del conde Roger I de Sicilia y de su primera esposa Judith de Évreux.
Se casó en primera nupcias con Hugo de Circea, quien recibió de parte del conde Roger el condado de Paternò. De esta unión nació una hija llamada María y tres hijos varones: Manfredo, Jordán y Simón. Tras la muerte de Hugo de Circea en 1075, Flandina se convierte en condesa de Paternò.
En 1089 se casó en segundas nupcias con Enrique del Vasto, quien recibe de su suegro el condado de Butera y el de Paternò. La pareja tiene un hijo llamado Simón quien sucedió a sus padres como conde de Butera y Paternó.